# 穆罕默德-巴盖尔·加利巴夫
穆罕默德-巴盖尔·加利巴夫（1961年8月23日—），伊朗政治人物。他生於礼萨呼罗珊省，父親是庫爾德族，母親是波斯人。2005年9月至2017年担任德黑兰市长。他曾参加2005年、2013年两次总统选举。在2013年伊朗总统选举中，他获得了6,077,292张选票（16.55%），居第二位，次于胜选的候选人哈桑·鲁哈尼。2020年開始擔任伊斯蘭議會議長。